# 2016-os WTCC szlovák nagydíj
A 2016-os WTCC szlovák nagydíj volt a 2016-os túraautó-világbajnokság második fordulója. 2016. április 17-én rendezték meg az Automotodróm Slovakia Ring-en, Diósförgepatonyban.

## Időmérő
| Poz.                                    | #  | Versenyző           | Csapat                | Autó                    | Kat. | 1. rész  | 2. rész  | 3. rész  | Pont |
| --------------------------------------- | -- | ------------------- | --------------------- | ----------------------- | ---- | -------- | -------- | -------- | ---- |
| 1                                       | 68 | Yvan Muller         | Citroën Total WTCC    | Citroën C-Elysée WTCC   |      | 2:04,841 | 2:04,710 | 2:03,910 | 5    |
| 2                                       | 10 | Nicky Catsburg      | LADA Sport Rosneft    | Lada Vesta WTCC         |      | 2:04,999 | 2:04,457 | 2:03,950 | 4    |
| 3                                       | 37 | José María López    | Citroën Total WTCC    | Citroën C-Elysée WTCC   |      | 2:04,720 | 2:04,524 | 2:04,191 | 3    |
| 4                                       | 5  | Michelisz Norbert   | Honda Racing Team JAS | Honda Civic WTCC        |      | 2:04,743 | 2:04,297 | 2:04,378 | 2    |
| 5                                       | 12 | Rob Huff            | Honda Racing Team JAS | Honda Civic WTCC        |      | 2:05,315 | 2:04,762 | 2:04,751 | 1    |
| 6                                       | 62 | Thed Björk          | Polestar Cyan Racing  | Volvo S60 WTCC          |      | 2:04,882 | 2:04,821 |          |      |
| 7                                       | 18 | Tiago Monteiro      | Honda Racing Team JAS | Honda Civic WTCC        |      | 2:05,109 | 2:04,883 |          |      |
| 8                                       | 2  | Gabriele Tarquini   | LADA Sport Rosneft    | Lada Vesta WTCC         |      | 2:05,052 | 2:04,950 |          |      |
| 9                                       | 25 | Mehdi Bennani       | Sébastien Loeb Racing | Citroën C-Elysée WTCC   | WT   | 2:04,770 | 2:04,998 |          |      |
| 10                                      | 7  | Hugo Valente        | LADA Sport Rosneft    | Lada Vesta WTCC         |      | 2:04,604 | 2:05,022 |          |      |
| 11                                      | 3  | Tom Chilton         | Sébastien Loeb Racing | Citroën C-Elysée WTCC   | WT   | 2:05,058 | 2:05,227 |          |      |
| 12                                      | 27 | John Filippi        | Campos Racing         | Chevrolet RML Cruze TC1 | WT   | 2:05,444 |          |          |      |
| 13                                      | 11 | Grégoire Demoustier | Sébastien Loeb Racing | Citroën C-Elysée WTCC   | WT   | 2:06,105 |          |          |      |
| 14                                      | 15 | James Thompson      | Münnich Motorsport    | Chevrolet RML Cruze TC1 | WT   | 2:06,222 |          |          |      |
| 15                                      | 9  | Tom Coronel         | ROAL Motorsport       | Chevrolet RML Cruze TC1 | WT   | 2:07,005 |          |          |      |
| 16                                      | 55 | Ficza Ferenc        | Zengő Motorsport      | Honda Civic WTCC        | WT   | 2:07,202 |          |          |      |
| Kvalifikációs időlimit (107%): 2:13,326 |    |                     |                       |                         |      |          |          |          |      |
| 17                                      | 61 | Fredrik Ekblom[1]   | Polestar Cyan Racing  | Volvo S60 WTCC          |      |          |          |          |      |
| Ni                                      | 89 | John Bryant-Meisner | Nika Racing AB        | Chevrolet RML Cruze TC1 | WT   |          |          |          |      |

Megjegyzés:
- ↑ 1:  – Törölték az időmérős körét.
- WT – WTCC Trophy

## MAC 3
| Poz. | Gyártó  | Autó                  | Idő      | Különbség | Pont |
| ---- | ------- | --------------------- | -------- | --------- | ---- |
| 1    | Citroën | Citroën C-Elysée WTCC | 4:17,233 |           | 10   |
| 2    | Honda   | Honda Civic WTCC      | 4:17,233 | +0,0      | 10   |
| Ki   | Lada    | Lada Vesta WTCC       | 2:16,781 |           | 0    |

## Első futam
| Poz. | #  | Versenyző           | Csapat                | Autó                    | Kat. | Futott kör | Idő/Kiesés oka | Rajthely | Pont |
| ---- | -- | ------------------- | --------------------- | ----------------------- | ---- | ---------- | -------------- | -------- | ---- |
| 1    | 18 | Tiago Monteiro      | Honda Racing Team JAS | Honda Civic WTCC        |      | 11         | 23:30,309      | 4        | 25   |
| 2    | 25 | Mehdi Bennani       | Sébastien Loeb Racing | Citroën C-Elysée WTCC   | WT   | 11         | +2,526         | 2        | 18   |
| 3    | 12 | Rob Huff            | Honda Racing Team JAS | Honda Civic WTCC        |      | 11         | +3,119         | 6        | 15   |
| 4    | 2  | Gabriele Tarquini   | LADA Sport Rosneft    | Lada Vesta WTCC         |      | 11         | +9,247         | 3        | 12   |
| 5    | 37 | José María López    | Citroën Total WTCC    | Citroën C-Elysée WTCC   |      | 11         | +9,453         | 8        | 10   |
| 6    | 5  | Michelisz Norbert   | Honda Racing Team JAS | Honda Civic WTCC        |      | 11         | +10,085        | 7        | 8    |
| 7    | 68 | Yvan Muller         | Citroën Total WTCC    | Citroën C-Elysée WTCC   |      | 11         | +10,659        | 10       | 6    |
| 8    | 3  | Tom Chilton         | Sébastien Loeb Racing | Citroën C-Elysée WTCC   | WT   | 11         | +11,606        | 11       | 4    |
| 9    | 61 | Fredrik Ekblom      | Polestar Cyan Racing  | Volvo S60 WTCC          |      | 11         | +12,567        | 16       | 2    |
| 10   | 10 | Nicky Catsburg      | LADA Sport Rosneft    | Lada Vesta WTCC         |      | 11         | +14,766        | 9        | 1    |
| 11   | 7  | Hugo Valente        | LADA Sport Rosneft    | Lada Vesta WTCC         |      | 11         | +18,505        | 1        |      |
| 12   | 11 | Grégoire Demoustier | Sébastien Loeb Racing | Citroën C-Elysée WTCC   | WT   | 11         | +22,752        | 13       |      |
| 13   | 27 | John Filippi        | Campos Racing         | Chevrolet RML Cruze TC1 | WT   | 11         | +23,189        | 12       |      |
| 14   | 9  | Tom Coronel         | ROAL Motorsport       | Chevrolet RML Cruze TC1 | WT   | 11         | +25,262        | 15       |      |
| 15   | 15 | James Thompson      | Münnich Motorsport    | Chevrolet RML Cruze TC1 | WT   | 11         | +25,743        | 14       |      |
| Ki   | 55 | Ficza Ferenc        | Zengő Motorsport      | Honda Civic WTCC        | WT   | 8          |                | 17       |      |
| Kiz  | 62 | Thed Björk          | Polestar Cyan Racing  | Volvo S60 WTCC          |      | 11         | +11,129        | 5        |      |

- WT - WTCC Trophy

## Második futam
| Poz. | #  | Versenyző           | Csapat                | Autó                    | Kat. | Futott kör | Idő/Kiesés oka | Rajthely | Pont |
| ---- | -- | ------------------- | --------------------- | ----------------------- | ---- | ---------- | -------------- | -------- | ---- |
| 1    | 37 | José María López    | Citroën Total WTCC    | Citroën C-Elysée WTCC   |      | 12         | 25:44,212      | 3        | 25   |
| 2    | 18 | Tiago Monteiro      | Honda Racing Team JAS | Honda Civic WTCC        |      | 12         | +0,700         | 7        | 18   |
| 3    | 10 | Nicky Catsburg      | LADA Sport Rosneft    | Lada Vesta WTCC         |      | 12         | +3,260         | 2        | 15   |
| 4    | 5  | Michelisz Norbert   | Honda Racing Team JAS | Honda Civic WTCC        |      | 12         | +4,620         | 4        | 12   |
| 5    | 68 | Yvan Muller         | Citroën Total WTCC    | Citroën C-Elysée WTCC   |      | 12         | +4,737         | 1        | 10   |
| 6    | 25 | Mehdi Bennani       | Sébastien Loeb Racing | Citroën C-Elysée WTCC   | WT   | 12         | +5,262         | 9        | 8    |
| 7    | 3  | Tom Chilton         | Sébastien Loeb Racing | Citroën C-Elysée WTCC   | WT   | 12         | +5,950         | 11       | 6    |
| 8    | 61 | Fredrik Ekblom      | Polestar Cyan Racing  | Volvo S60 WTCC          |      | 12         | +7,551         | 17       | 4    |
| 9    | 9  | Tom Coronel         | ROAL Motorsport       | Chevrolet RML Cruze TC1 | WT   | 12         | +18,969        | 15       | 2    |
| 10   | 27 | John Filippi        | Campos Racing         | Chevrolet RML Cruze TC1 | WT   | 12         | +19,345        | 12       | 1    |
| 11   | 15 | James Thompson      | Münnich Motorsport    | Chevrolet RML Cruze TC1 | WT   | 12         | +20,045        | 14       |      |
| 12   | 11 | Grégoire Demoustier | Sébastien Loeb Racing | Citroën C-Elysée WTCC   | WT   | 12         | +21,675        | 13       |      |
| 13   | 2  | Gabriele Tarquini   | LADA Sport Rosneft    | Lada Vesta WTCC         |      | 12         | +1:38,571      | 8        |      |
| 14   | 12 | Rob Huff            | Honda Racing Team JAS | Honda Civic WTCC        |      | 10         | +2 kör         | 5        |      |
| Ki   | 7  | Hugo Valente        | LADA Sport Rosneft    | Lada Vesta WTCC         |      | 4          |                | 10       |      |
| Ni   | 55 | Ficza Ferenc        | Zengő Motorsport      | Honda Civic WTCC        | WT   |            |                | 16       |      |
| Kiz  | 62 | Thed Björk          | Polestar Cyan Racing  | Volvo S60 WTCC          |      | 12         | +3,868         | 6        |      |

- WT - WTCC Trophy

## Külső hivatkozások
- Hivatalos nevezési lista
- Az időmérő eredménye
- A MAC 3 eredménye
- Az 1. futam hivatalos eredménye
- A 2. futam hivatalos eredménye